# Belonisculus jacobsoni
Belonisculus jacobsoni is een hooiwagen uit de familie Beloniscidae. De wetenschappelijke naam van Belonisculus jacobsoni gaat terug op Roewer.